# Джан Марко Скьяретти
Джан Марко Скьяретти (итал. Gianmarco Schiaretti род. 25 ноября 1986, Фелино, Парма, Италия) – итальянский певец и актёр. 

## Биография
Впервые Джан вышел на сцену, когда ему было всего 7 лет. Это был старый сельский театр, без специального оборудования. Мальчик должен был исполнить пару песен, одной из которых был саундтрек  Элтона Джона к мультфильму Король лев «Can you feel the love tonight». Впоследствии, став известным исполнителем Джан не раз вспоминал этот опыт, как одно из ярких событий, открывших для него путь к музыке.
Несмотря на любовь к искусству, в подростковом возрасте Джан Марко, как многие сверстники увлекался спортом и, возможно, он бы мог выбрать профессию футболиста, если бы не травма. В 13 лет ему в руки попадает DVD «Notre-Dame de Paris»  и этот мюзикл становится для Джана судьбоносным. Его захватывает мир театра, и он понимает, что хочет стать актёром мюзиклов. Чтобы приблизиться к своей мечте, Джан пробует себя в любительских постановках, много читает и изучает иностранные языки.
В 2004 году Джан Марко впервые примеряет на себя плащ Гренгуара в постановке «Notre-Dame de Paris» в Musical Theatre Society ArtistiSenzaNome под руководством Эмануэля Валла. Этот небольшой театр становится для Джана отправной точкой. Кроме «Notre-Dame de Paris» он принимает участие в мюзикле «Иосиф» и ещё нескольких постановках, с которыми театральная группа гастролирует по окрестностям Пармы.
Настоящий успех приходит в 2006 году, когда Джан Марко проходит прослушивание у Риккардо Коччанте автора «Notre-Dame de Paris» , который набирал группу подростков для своего нового мюзикла Giulietta e Romeo (musical). Роль Меркуцио, которую исполняет Джан, чем-то напоминает роль Гренгуара: герой, повествующий историю, связующее звено между другими персонажами, поэт и мечтатель. Мюзикл успешно гастролирует по Италии и завершает тур 10 представлениями в Arena di Verona. Спустя годы, вспоминая выступление на сцене Вероны, Джан Марко сравнит его со своим первым выходом на сцену в сельском театре.
В 2011 году он сопровождает маэстро Коччанте на концертах «Cocciante canta Cocciante», которые состоялись в Вероне, Риме, Таормине, Женеве и Шанхае (по случаю Всемирной выставки). В этот же период с 2011 по 2012 Джан возвращается к сотрудничеству с Эмануэлем Валла и снимается в нескольких эпизодах сериала «Dreaming Alasca».
После резкого карьерного подъёма наступает затишье, и Джан Марко начинает задумываться о работе за пределами Италии.
В 2013 году он покидает родной город, чтобы пройти прослушивание в мюзикле Disney Broadway and Stage Entertainment «Tarzan»  автором музыки которого выступал Фил Коллинз . Кроме отличной физической подготовки и опыта работы требовалось знание немецкого языка, поскольку мюзикл шёл исключительно на немецком, и Джану приходилось учить язык между репетициями. «Утром школа языка, днём репетиция, вечером спектакль,» - позже рассказывал он. Джан Марко выступает в Гамбурге и Штутгарде в роли Тарзана три с половиной года иногда 7/8 спектаклей в неделю (приблизительно 1000 спектаклей).
В 2016 году Джан Марко переезжает в Лондон, чтобы сыграть Че в мюзикле «Evita» (Э.Л. Уэббер, Реджи Б. Кенрайт и Боб Томсон)  . Шоу проходит по всей Великобритании, Германии, в Дубае и Лондоне (Вест-Энд). В 2018 он возвращается к этой же роли в театре Реджио в Турине, где шоу было впервые представлено с симфоническим оркестром.
В 2016 году Джан Марко снимается в нескольких эпизодах в сериале Эмануэля Валла «Rollercoaster Love» .
В 2017 году Джан Марко принял участие в качестве гостя в концерте «Magicat the Musical» (Royal Albert Hall). В августе 2018 года он сыграл Бернардо в «West Side Story» в Royal Albert Hall в Лондоне во время программы BBC Proms. Летом 2019 года он играл роль Эй Джей Голдена в мюзикле Cirque du Soleil musical «Paramour» (Stage Entertainment Production)  в Гамбурге.
В это же время Джан Марко получает роль Феба в «Notre-Dame de Paris». В рамках мирового турне он выступает в Тайвани и в России (Москва, Санкт-Петербург).
В конце 2019 года Джан оставляет «Notre-Dame de Paris», чтобы начать работу над ролью Дон Жуана в одноимённом мюзикле Феликса Грея  . Мюзикл приезжает в Москву в марте 2020 года, но из-за ограничений COVID -19  спектакли переносятся на неопределённое время.

## Период пандемии COVID -19.
В начале 2020 года Джан Марко получает предложение от французского музыканта Лорана Бана  присоединиться к звёздному составу из 40 самых известных артистов страны, чтобы исполнить песню под названием «Together» и поддержать Ухань.
Так же Джан Марко представляет свою версию SOS d'un terrien en détresse (мюзикл Starmania) .
В период пандемии (2020/21) он снова возвращается к роли Феба и отправляется с «Notre-Dame de Paris» в южную Корею. Во время гастролей Джан Марко получает приглашение от Рэда Канцьяна  пройти пробы на главную роль в мюзикле «Casanova opera pop» . По окончании тура он возвращается в Италию, чтобы приступить к работе над ролью Казановы, которая в последствии станет визитной карточкой для итальянских зрителей.
В январе 2022 Рэд Канцьян записывает пилотную версию DVD «Casanova opera pop», который выходит небольшим тиражом. Предпремьера мюзикла проходит в рамках ограничений COVID -19.
Летом 2022 года Джан Марко Скьяретти осуществляет сразу две своих детских мечты, он получает роль Гренгуара в «Notre-Dame de Paris». Впервые за долгое время мюзикл гастролирует в США и Канаде. В Канаде к «Notre-Dame de Paris» на небольшой промежуток времени примыкает участник золотого состава и «золотой голос Квебека» Брюно Пельтье . Именно Брюно Пельтье был тем самым Гренгуаром, которого в возрасте 14 лет увидел Джан Марко на DVD. Джан и Брюно делят сцену и Гренгуарский плащ. Многие зрители проводят параллель между молодым Брюно и новым Гренгуаром, называют Джана Марко правопреемником и учеником Брюно Пельтье.
«Эта история, произошла в «далёком» 2002 году.. Я внимательно смотрю запись Notre-Dame de Paris в первый раз… И, глядя на этого человека, я решаю, что моя жизнь будет на сцене.. Сегодня мы делим эту чудесную роль поэта Гренгуара: я в Нью-Йорке, Брюно в Канаде..И это прекрасная история».
После завершения тура «Notre-Dame de Paris», Джан Марко возвращается в Кёльн для работы над ролью Дюка де Монро в немецкой интерпретации мюзикла «Moulin Rouge Das Musical» . Премьера мюзикла в Германии состоялась в конце ноября.
В начале декабря свою деятельность возобновляет «Casanova opera pop». На этот раз ограничения COVID-19 сняты и объявлена официальная премьера, мюзикл отправляется в тур по Италии.
Конец года Джан Марко проводит между Италией и Германией работая одновременно в двух мюзиклах.
В марте 2023 года Джан присоединяется к коллегам по «Notre-Dame de Paris» для участия в туре «The Original» по Корее.
В апреле «Notre-Dame de Paris» начинает свой юбилейный мировой тур с Турции и Албании. Джан Марко оставляет «Moulin Rouge Das Musical», чтобы посвятить себя роли Гренгуара.
Во время тура Notre-Dame de Paris в Канаде, Джан Марко записывает свой первый сингл «LE MÊME DILEMME» (муз.Рик Аллисон/сл.Сандрин Рой) . В это же время в Квебеке проходят съёмки клипа. Продюсером выступает Рик Аллисон совместно со Start Label Artiste и Groupe Éditorial Musinfo.

## Работа в Китае.
В сентябре 2023 года Джан Марко принимает участие в туре «The Original» в Китае. Наряду со знакомыми китайской публике композициями из «Notre-Dame de Paris», «Roméo Et Juliette» и «Mozart l'Opéra Rock» в рамках концертной программы он исполняет композиции из «Don Juan Felix Gray Musical».
В этот же период Джан Марко Скьяретти начинает сотрудничество с известной китайской исполнительнице Вэй Вэй (Wei Wei) . Джан Марко показывает свой талант владения иностранными языками. В короткое время он совместно с Вэй Вэй готовит песню для фестиваля «10th SILK ROAD INTERNATIONAL FILM FESTIVAL» в которой есть строки на китайском, английском и итальянском тем самым получая расположение китайской публики.
В конце 2023 года анонсируется юбилейный тур «Don Juan Felix Gray Musical», который должен начать своё путешествие в Шанхае, чтобы вернуться на родину в Квебек.
В начале 2024 года состоялась премьера «Don Juan Felix Gray Musical» в Китае. Джан Марко становится лицом мюзикла и одним из самых востребованных мюзикловых исполнителей. Его приглашают на съёмки для китайского журнала ELLE в котором он предстаёт в образе не только Дон Жуана.
Успех Дон Жуана в Китае и растущая популярность, открывает для него новые перспективы. В перерывах между гастролями Джан Марко возвращается в Италию, чтобы встретиться с Редом Канцьяном и обсудить возможность представить китайским зрителям «Casanova opera pop». Это должен был быть первый итальянский мюзикл в Китае. Джан Марко полностью берёт на себя ответственность за промо и презентации «Casanova opera pop». В конце года Шанхай встречает Казанову.
В начале 2024 года «Notre-Dame de Paris» возвращается из Китая в Европу. Гастроли проходят в Болгарии и Сербии.
В марте Джан Марко возвращается в Китай, чтобы дать два сольных концерта (8-9 марта) под названием «ALENTOURS» на сцене Шанхайского центра культуры.
«Я хочу создать краткосрочный идеальный мир, в котором смешаются восточная и западная культура». 

## Альбомы и синглы
- Giulietta e Romeo (2007)

- Casanova Opera Pop (2022)
- LE MÊME DILEMME (2023)
- Don Juan 20e anniversaire (2024)

## Награды
Premio Sandro Massimini come miglior interprete di teatro musicale 2022